# Eusebius Mandyczewski
Eusebius Mandyczewski, rum. Eusebie Mandicevschi (ur. 18 sierpnia 1857 w Czerniowcach, zm. 13 lipca 1929 w Wiedniu) – austriacki muzykolog i kompozytor pochodzenia rumuńskiego.

## Życiorys
Był potomkiem dawnego rodu kapłanów prawosławnych. Uczył się w Gimnazjum Niemieckim w Czerniowcach. Już wtedy zaczął komponować utwory muzyczne. Studiował w Wiedniu, teorię muzyki u Martina Gustava Nottebohma i muzykologię u Eduarda Hanslicka. W 1879 poznał i zaprzyjaźnił się z Johannesem Brahmsem.
Od 1896 był wykładowcą historii muzyki, potem także instrumentoznawstwa, harmonii, kontrapunktu i kompozycji na wiedeńskim Konserwatorium Towarzystwa Przyjaciół Muzyki. W 1887 został kierownikiem Wiedeńskiej Akademii Śpiewaczej (Wiener Singakademie) i archiwariuszem Towarzystwa Przyjaciół Muzyki. W tym samym roku został doktorem honoris causa Uniwersytetu w Lipsku. Był inicjatorem wydania dzieł zebranych Franza Schuberta, Josepha Haydna i Johannesa Brahmsa.
Komponował prawosławną muzykę sakralną, utwory na fortepian, pieśni. Napisał też wariacje fortepianowe na tematy dzieł Händla.
W 1901 ożenił się z Albiną von West, nauczycielką śpiewu i kierowniczką chóru żeńskiego Towarzystwa Przyjaciół Muzyki.
Został pochowany na Cmentarzu Centralnym w Wiedniu.